# ويلهلم شيفر
ويلهلم شيفر (بالألمانية: Wilhelm Schäfer)‏ (و. 1868 – 1952 م) هو كاتب ألماني، توفي عن عمر يناهز 84 عاماً.

## جوائز
حصل على جوائز منها:
- درع غوته التكريمي لمدينة فرانكفورت  [لغات أخرى]‏ (1943)
- Immermann-Preis [الإنجليزية]‏ (1942)
- جائزة غوته (1941)

## روابط خارجية
- ويلهلم شيفر على موقع مونزينجر (الألمانية)